# Chittagong
Chittagong (Bengalisch: চট্টগ্রাম, Caṭṭagrām, Chattagram), offiziell Chattogram, ist eine Stadt in Bangladesch.
Mit 2.592.439 Einwohnern in der eigentlichen Stadt und 4.009.423 in der Agglomeration (Stand: 15. März 2011) ist sie die zweitgrößte Stadt des Landes, nach der Hauptstadt Dhaka und vor Khulna. Zudem ist die Stadt Verwaltungssitz des gleichnamigen Distrikts Chittagong sowie der gleichnamigen Division. Der Hafen von Chittagong ist der größte von Bangladesch und einer der größten des gesamten indischen Subkontinents.

## Geographie

### Topographie
Die Stadt Chittagong liegt im Südosten Bangladeschs in der Division Chittagong am Ostrand des Distrikt Chittagong an der Küste des Golfs von Bengalen.
Das Stadtgebiet ist hügelig. Die höchste Erhebung innerhalb des Stadtgebiets ist der etwa ein Kilometer nordöstlich des Stadtzentrums gelegene Batali Hill mit einer Höhe von etwa 85 Meter.
Der Karnaphuli, der südlich der Stadt in das Meer mündet, bildet die Ost- und Südgrenze des Stadtgebiets. Natürliche Seen gibt es in Chittagong nicht. In der Mogulzeit wurden zahlreiche kleinere Teiche angelegt. Zwei größere Teiche in der Nähe des Bahnhofs Partali und Foys See, ein Stausee in einer Hügelkette, wurden zwischen 1920 und 1924 angelegt.

### Stadtgliederung
Als inkorporierte Gebietskörperschaft trägt die Stadt die Bezeichnung Chittagong City Corporation. Das Stadtgebiet hat eine Fläche von etwa 161 km² und ist in Thana (Polizeibezirke) unterteilt.
Zu den Thanas von Chittagong zählen Bakalia, Bandar, Bayejid Bostami, Chandgaon, Double Mooring, Halishahar, Kotwali, Khulshi, Patenga, Pahartali und Panchlaish. Zu der Chittagong City Corporation gehört auch ein Teil der benachbarten Upazila Hathazari. Das Gebiet von Chittagong Metropolitan umfasst zusätzlich noch die Thana Karnaphuli am linken Ufer des Flusses Karnaphuli, zu dem die Schah-Amanat-Brücke und die Kalurghat-Brücke hinüberführen.

### Nachbarbezirke
Die Stadt Chittagong grenzt an die Upazilas (Subdistrikte, vergleichbar den Landkreisen in Deutschland, von Norden im Uhrzeigersinn) Sitakunda (mit dem
Sitakunda Botanical Garden and Ecopark), Hathazari, Raozan, Boalkhali, Patiya und Anwara, die ebenfalls alle innerhalb des Distrikts Chittagong liegen.

### Klima
Die Temperaturen schwanken zwischen 19 °C im Januar und 28 °C im Mai. Im Sommer ist mit hohen Niederschlägen zu rechnen. In unregelmäßigen Abständen wird die Region durch tropische Zyklone heimgesucht, die in der Vergangenheit auch durch die begleitenden Überflutungen hohe Schäden anrichteten. Der Bangladesch-Zyklon von 1991 forderte in der Region Chittagong mehr als 100.000 Todesopfer. Bei dem Zyklon von 1970, der ganz Bangladesch betraf, werden die Opferzahlen auf bis zu 500.000 geschätzt.
|                       | Jan  | Feb  | Mär  | Apr   | Mai   | Jun   | Jul   | Aug   | Sep   | Okt   | Nov  | Dez  |   |      |
| Mittl. Tagesmax. (°C) | 26,0 | 28,0 | 30,6 | 31,8  | 32,3  | 31,5  | 30,9  | 31,2  | 31,7  | 31,5  | 29,8 | 26,9 | ⌀ | 30,2 |
| Mittl. Tagesmin. (°C) | 13,9 | 16,2 | 20,3 | 23,3  | 24,7  | 25,2  | 25,1  | 25,1  | 25,0  | 24,0  | 20,3 | 15,5 | ⌀ | 21,6 |
|                       |      |      |      |       |       |       |       |       |       |       |      |      |   |      |
| Niederschlag (mm)     | 5,0  | 23,0 | 55,0 | 141,0 | 307,0 | 600,0 | 733,0 | 538,0 | 263,0 | 190,0 | 71,0 | 13,0 | Σ | 2939 |
|                       |      |      |      |       |       |       |       |       |       |       |      |      |   |      |
| Regentage (d)         | 0,0  | 2,0  | 3,0  | 7,0   | 12,0  | 18,0  | 22,0  | 20,0  | 16,0  | 9,0   | 3,0  | 0,0  | Σ | 112  |

| 13,9 |

| 16,2 |

| 20,3 |

| 23,3 |

| 24,7 |

| 25,2 |

| 25,1 |

| 25,1 |

| 25,0 |

| 24,0 |

| 20,3 |

| 15,5 |

| 13,9 |

| 16,2 |

| 20,3 |

| 23,3 |

| 24,7 |

| 25,2 |

| 25,1 |

| 25,1 |

| 25,0 |

| 24,0 |

| 20,3 |

| 15,5 |

## Geschichte
Im etwa 35 Kilometer nördlich gelegenen Sitakunda wurden 1886 Werkzeuge aus der Zeit zwischen 5000 und 3000 v. Chr. gefunden, so dass man von einer Besiedlung der Region um Chittagong bereits in der Jungsteinzeit ausgeht. Faustkeile und Meißel deuten auf Beziehungen zu den Produktionsstätten in Westbengalen und Bihar hin. Eine Stadt mit Hafen lässt sich bis in das 4. Jahrhundert v. Chr. zurückverfolgen. Weitere Berichte gibt es von chinesischen, arabischen und persischen Händlern. 1154 berichtet al-Idrisi von einer florienden Handelsroute zwischen Basra und Chittagong.
Die Region gehörte zunächst zu den bengalischen Reichen von Samatata und Harikela; die Dynastien der Varman, Chandra und Deva herrschten über das Gebiet. 1340 eroberte Fakhruddin Mubarak Shah, Sultan des im heutigen Zentrum von Bangladesch liegenden Sonargaon Chittagong und machte die Stadt zum Seehandelszentrum seines bengalischen Reiches, indem er sie an die Straße nach Westbengalen und der großen Handelsstraße Nordindiens anschloss.

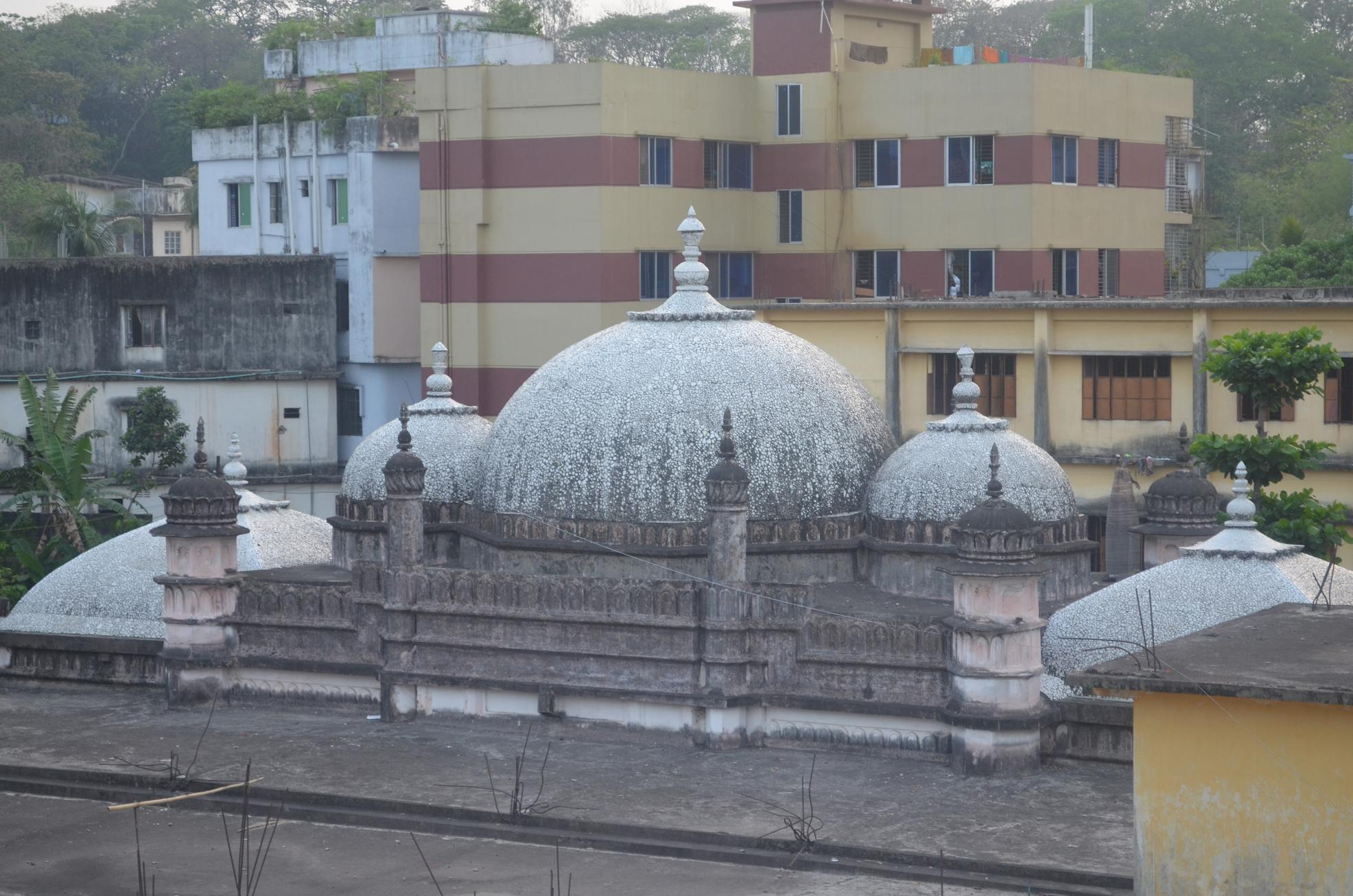
Die Moschee Kadam Mubarak stammt aus dem Mittelalter

1517 erreichten die Portugiesen erstmals Chittagong, das sie Porto Grande de Bengala (deutsch Großer Hafen von Bengalen) nannten. Ab diesen Zeitpunkt kamen jährlich portugiesische Schiffe, um Handel zu betreiben. 1536/37 durften die Portugiesen das Zollhaus in Chittagong übernehmen und eine Faktorei zu errichten.
Arakans König Min Bin (1531–1554) gelang es, sein Reich südlich von Chittagong wieder zu stärken. Bei seiner Thronbesteigung war Arakan den Bengalen tributpflichtig. Er nutzte die inneren Kämpfe im bengalischen Reich, um 1531 Chittagong und Ramu einzunehmen. Dann marschierten die Arakanesen auf Dhaka zu und erzwangen Verhandlungen. Min Bin zog in der bengalischen Hauptstadt Gaur als erfolgreicher Eroberer ein. Er machte eine bengalische Prinzessin zu seiner Königin, wofür er auf Chittagong zugunsten der Bengalen verzichtete. Dem paschtunischen Herrscher Sher Shah Suri (Sher Khan) gelang es 1538 Gaur zu erobern, sich dort zum Sultan zu krönen und somit die Dynastie der Suriden zu begründen, die ihr Machtzentrum in Delhi hatte. Chittagong war Teil dieses Reiches.
1544 begannen Stämme aus Tippera, Chittagong und Ramu zu überfallen. Die Suriden waren durch die inneren Schwierigkeiten nicht zur Abwehr fähig. Arakan gelang es stattdessen den Raja von Tippera aus Ramu zu vertreiben und Chittagong erneut zu erobern. Die Stadt erlebte in den 1550er-Jahren wahrscheinlich noch mehrere Eroberungen, blieb aber letztendlich unter der Herrschaft von Arakan. Bengalen wurde 1576 dem Mogulreich einverleibt, was eine Bedrohung für die ostbengalischen Gebiete Arakans bedeutete, denn Großmogul Akbar sah ganz Bengalen als seine Provinz. Arakans König Min Sekkya (Min Setya, 1564–1572) nutzte unabhängige portugiesische Händler, um seine Grenze zu schützen. Ein Risiko, denn die Portugiesen in Chittagong und der vorgelagerten Insel Sandwip (Sundiva) waren nach der arakanesischen Einnahme der Stadt teils feindlich gegenüber Arakan eingestellt. Die von Min Sekya gegründete erste portugiesische Siedlung war Dianga (heute Bunder oder Feringhi Bunder), am Südufer des Flusses Karnaphuli, gegenüber von Chittagong.
Die Portugiesen besetzten die Festung von Chittagong und die umliegenden Inseln um Sandwip. Sandwip selbst fiel 1602 durch Domingo Carvalho und Manuel de Matos an die Portugiesen, die dort einen Stützpunkt errichteten. 1605 wurden die Portugiesen von Sandwip vertrieben und 1607 tötete Min Razagyi, König von Arakan, die 600 Portugiesen in Dianga. Eine kleine Gruppe Portugiesen entkamen dem Massaker und siedelten sich auf einer kleinen Insel in der Gangesmündung an. Einer von ihnen war Sebastião Gonçalves Tibau, der später im Jahr mit 400 Portugiesen die Insel Sandwip zurückeroberte. Mit einer Streitmacht von schließlich 1000 Portugiesen agierte er praktisch als unabhängiger König der Insel und eroberte auch die Inseln Dakhin Shahbazpur und Patelbanga. 1615 schickte Tibau sich an, das Reich von Arakan zu erobern und bekam dafür Unterstützung vom portugiesischen Vizekönig von Goa. Im Oktober traf die portugiesische Flotte auf jene von Arakan, die von Schiffen der Niederländischen Ostindien-Kompanie (VOC) unterstützt wurden. Die Portugiesen verloren die Schlacht und der Großteil der Streitmacht kehrte in die koloniale Hauptstadt Goa zurück. 1616 vertrieb Delwar Khan, ein Offizier aus dem Mogulreich, die Portugiesen endgültig von Sandwip und regierte selbst 50 Jahre über die Insel als unabhängiger Herrscher. Die Portugiesen, die in Dianga und Chittagong geblieben waren, verbündeten sich wieder mit Arakan und verschrieben sich der Piraterie. Doch die Truppen von Subedar Shaista Khan, der für den Großmogul über Bengalen herrschte, nahmen zunächst im November 1665 Sandwip ein. Die Portugiesen in Chittagong konnte er im Januar 1666 mit Bestechungsgeldern und Schutzversprechen zur Aufgabe der Stadt bewegen. 1760 fiel Chittagong an die Engländer.
Ostern 1930 kam es zum Chittagong-Aufstand, einem der bedeutendsten Aufstände gegen die britische Kolonialherrschaft, bei dem zwei Kasernen unter der Führung von Surya Sen gestürmt wurden.
Im Dezember 2010 gab es in Chittagong gewaltsame Auseinandersetzungen zwischen Textilarbeitern und Sicherheitskräften. Dabei starben drei Menschen und 185 weitere Menschen wurden verletzt. Die Unruhen brachen aus, weil einige Unternehmen sich nicht an den gesetzlich festgeschriebenen Mindestlohn hielten.

## Bevölkerung
In der Metropolregion Chittagong leben 4,7 Millionen Menschen. Der lokale Dialekt weist Lehnwörter aus dem Arabischen, Persischen, Englischen und Portugiesischen auf.
Der Islam ist wie überall in Bangladesch die am stärksten verbreitete Religion. Muslime machen 83,92 % der Bevölkerung aus. Viele Sufi-Missionare siedelten in Chittagong und verbreiteten von hier aus den Islam. Die Stadt wird auch der Ort der zwölf Heiligen genannt, aufgrund der wichtigen Sufi-Schreine in Chittagong. Der Anteil von Hindus und Theravada-Buddhisten liegt mit 13,76 % und 2,01 % über dem Landesdurchschnitt. Daneben gibt es 0,11 % Christen und 0,2 % Anhänger anderer Religionen.
Bevölkerungsentwicklung der Agglomeration laut UN
| Jahr | Einwohnerzahl |
| ---- | ------------- |
| 1950 | 289.000       |
| 1960 | 360.000       |
| 1970 | 723.000       |
| 1980 | 1.340.000     |
| 1990 | 2.032.000     |
| 2000 | 3.308.000     |
| 2010 | 4.106.000     |
| 2017 | 4.721.000     |

Für 2050 wird mit einer Bevölkerung von 12 Millionen Menschen in der Agglomeration gerechnet.

## Wirtschaft

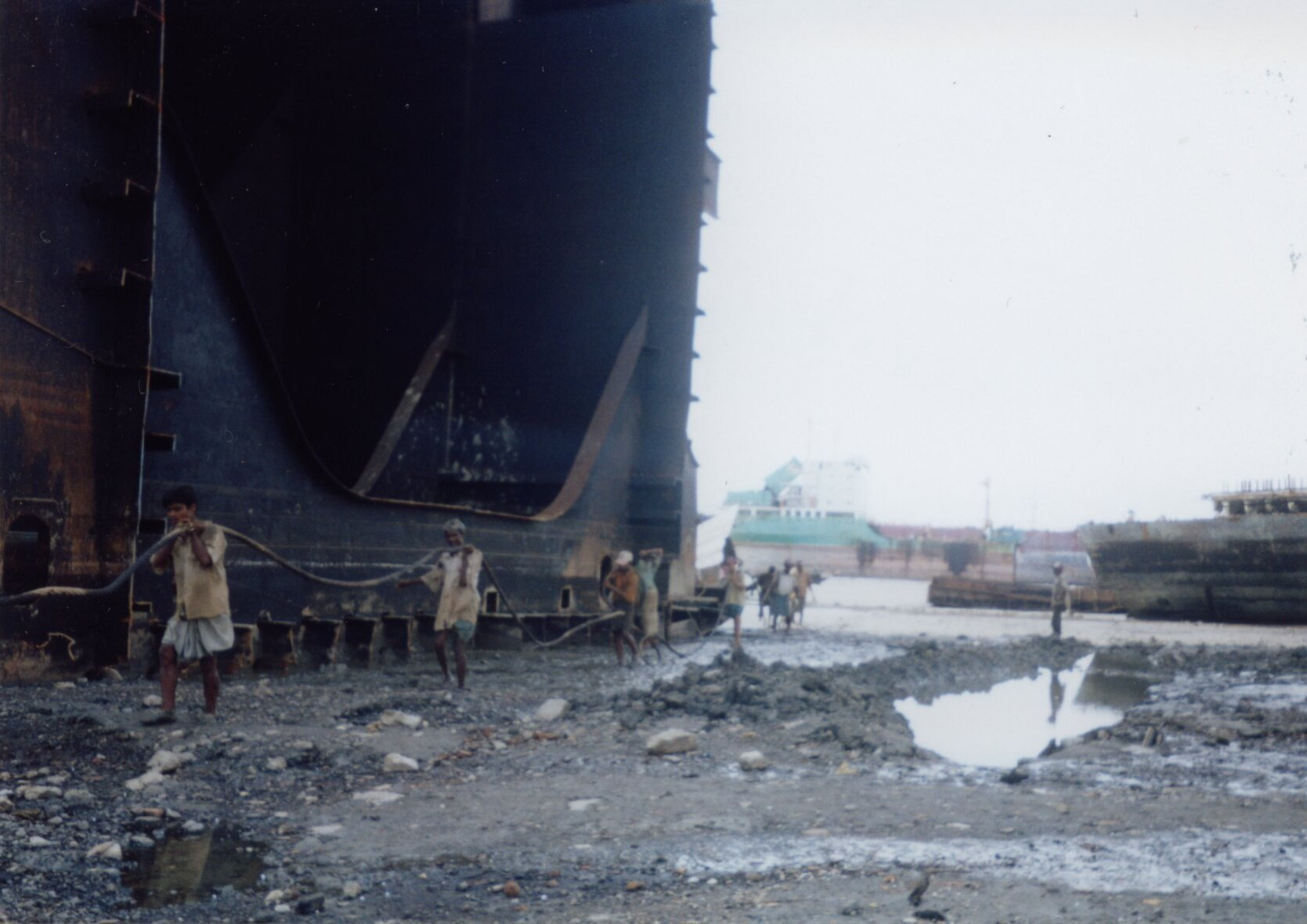
Schiffsverschrottung in Chittagong

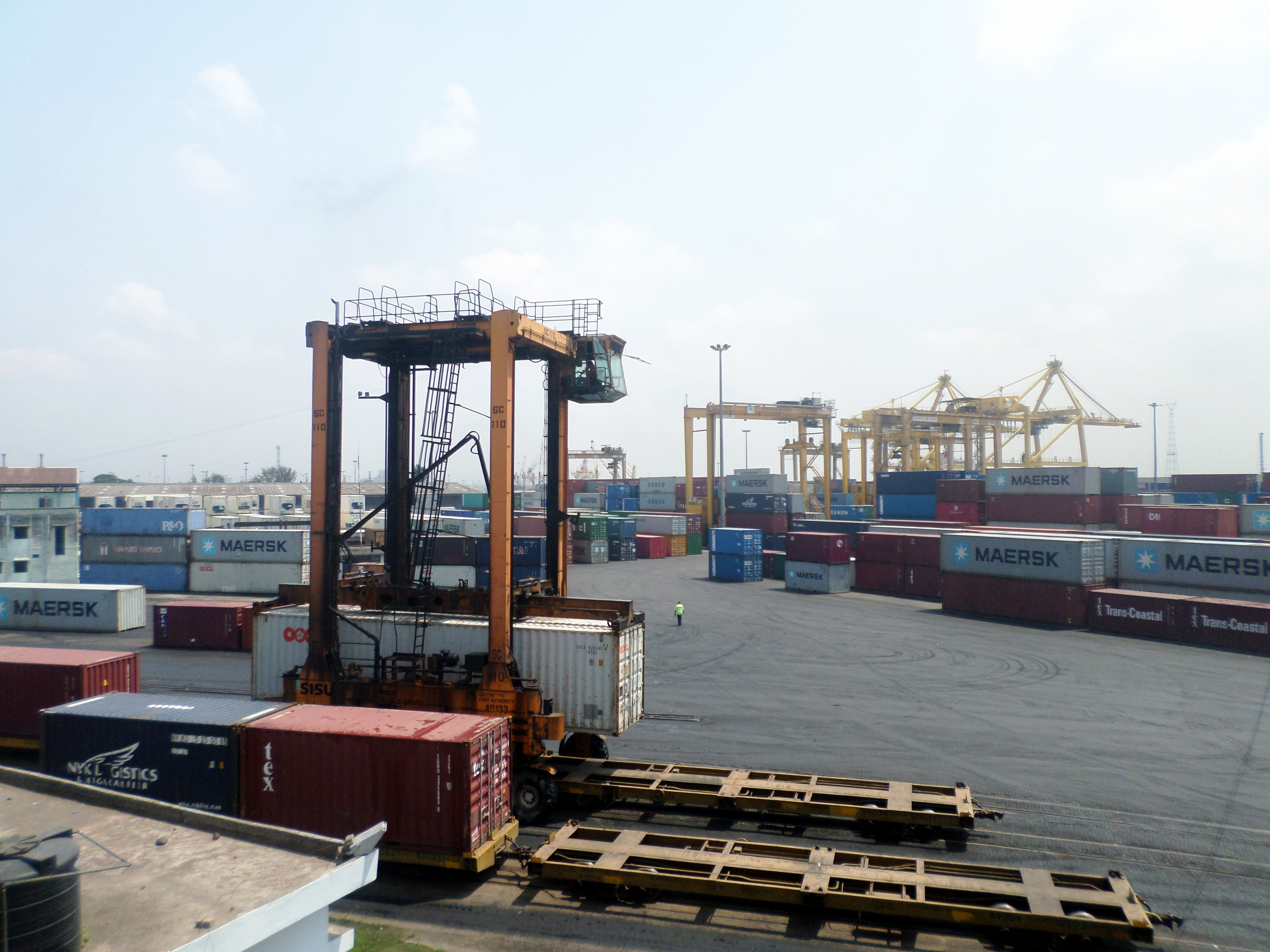
Container-Abfertigung

Chittagong ist für das Land ein bedeutendes Wirtschaftszentrum. Die Stadt ist Sonderwirtschaftszone und es sind ein Stahlwerk, Erdölraffinerien, Schiffbau, Zement- sowie Textil- und Lederindustrie angesiedelt. Chittagong hat den größten Seehafen Bangladeschs. Über ihn wurden im Jahr 2002 (zusammen mit dem Internationalen Flughafen Chittagong) etwa 75 % der Exporte und 80 % der Importe Bangladeschs abgewickelt. In den letzten 10 Jahren wurde der Hafen von Chittagong mit dem Bau des New Mooring Container Terminal deutlich erweitert.
Im Jahr 2015 wurden über den Containerhafen mehr als 2 Millionen Container (TEU) umgeschlagen. Der Hafen war damit der drittgrößte in Südasien (nach Mumbai und Colombo). Der Hafen wäre aufgrund seiner Lage auch ein attraktiver Umschlagplatz für Güter, die von oder nach Indien (Tripura, Mizoram, Assam) oder Myanmar transportiert werden. Das Wachstum des Hafens wird jedoch durch mangelnde Verkehrsanbindungen an das Hinterland gehemmt. Seit einigen Jahren werden jedoch die Eisenbahnverbindungen von Bangladesh Railway nach Chittagong mehrspurig ausgebaut und modernisiert und mit Indien wurden Vereinbarungen zum Anschluss an das indische Eisenbahnnetz getroffen, so dass der Hafen von Chittagong absehbar auch zunehmende Bedeutung als Transithafen für Nordostindien gewinnen wird. Eine Zeitlang gab es auch Pläne zum Bau einer Eisenbahnlinie von Kunming in der südchinesischen Provinz Yunnan quer durch Myanmar nach Chittagong. Chittagong hätte damit die Perspektive eines Umschlagshafens am Indischen Ozean für Südwestchina gewonnen. Diese Pläne wurden aufgrund des Desinteresses der Regierung von Myanmar bisher nicht weiter verfolgt.
Die Abwrackwerften bei Chittagong gehören zu den Zentren der Abwrackindustrie weltweit. Nach rapidem Wachstum ist die Smogbelastung der Stadt sehr hoch. Ein bedeutender Teil der Einwohner ist in Textilfabriken angestellt.
Die Region Chittagong erwirtschaftet einen überproportional großen Anteil des Bruttoinlandsprodukts von Bangladesch. Im Jahr 2001 lag der Anteil bei 12 % (bei ungefähr 5 % der Bevölkerung).
Auch die Chittagong Stock Exchange befindet sich in der Stadt.

## Kultur und Sehenswürdigkeiten

### Kulturdenkmäler

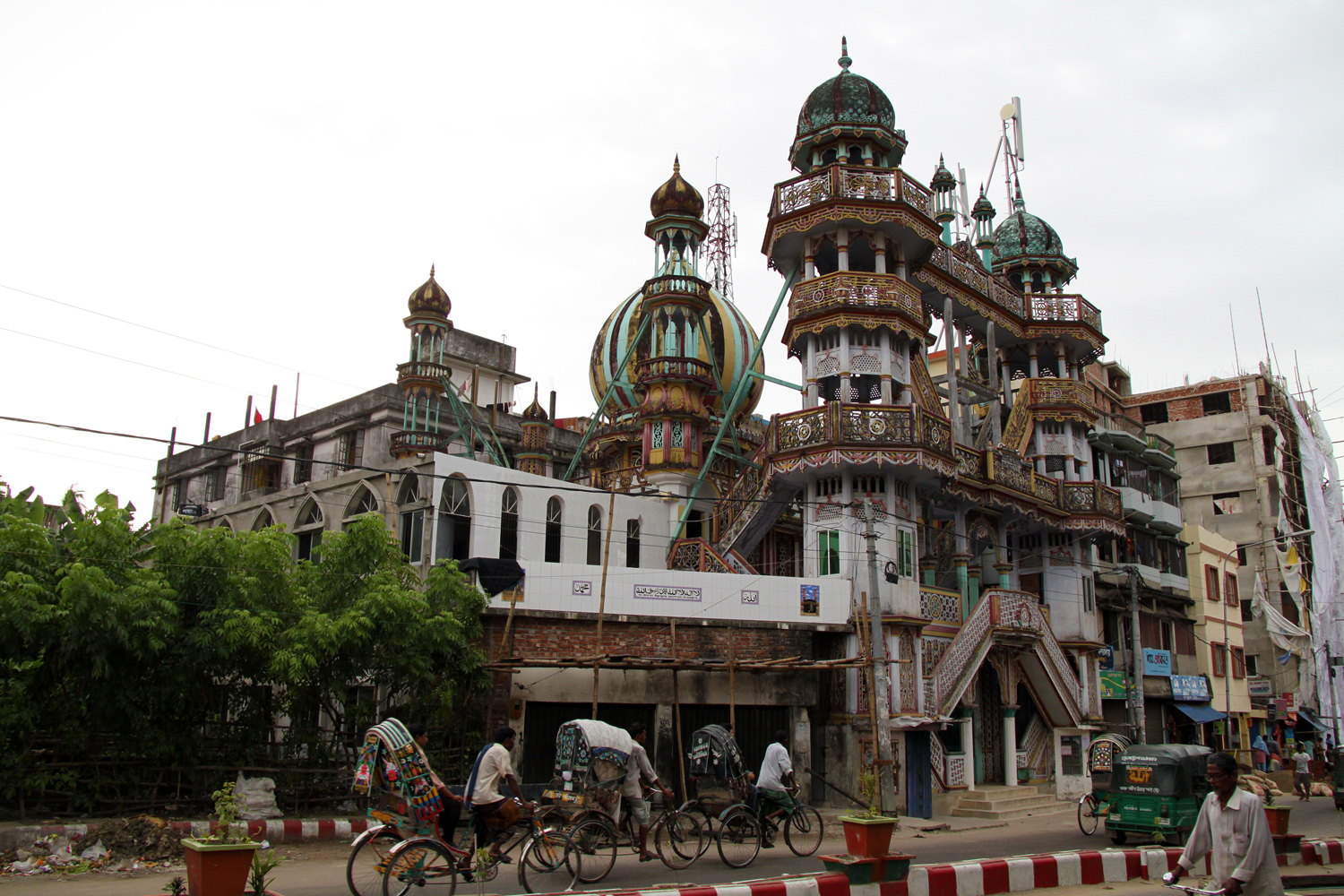
Chandanpura-Moschee

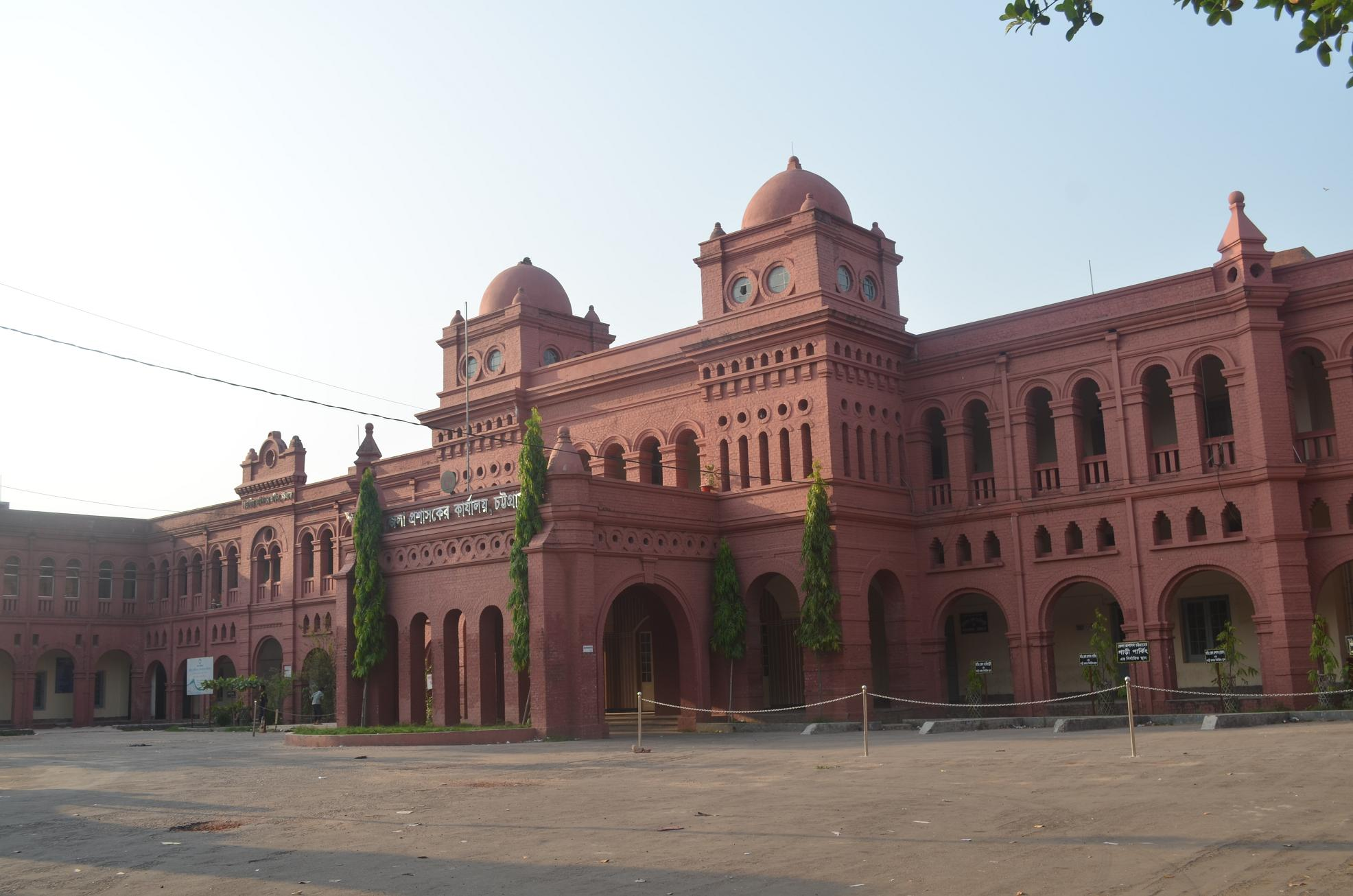
Chittagong Court Building

Zu den Kulturdenkmälern Chittagongs zählen vor allem Moscheen, aber auch andere religiöse und zivile Bauwerke und sonstige Objekte. Dazu zählen unter anderem:
- Anderkilla-Shahi-Jame-Moschee
- Badr-Auliya-Moschee
- Bangladesh Railway Museum
- Bayazid-Bostami-Schrein
- Bahnhof Battali
- Central Railway Building
- Chandanpura-Moschee
- Chandanpura-Palast
- Cheragi Pahar, historischer Platz
- Chittagong Circuit House
- Chittagong Collegiate School
- Chittagong Commonwealth War Cemetery
- Chittagong Court Building
- Chittagong General Hospital
- Firingi Bazar Land Office
- Kadam-Mubarak-Moschee
- Kathedrale von Chittagong
- Paharika Girls High School
- Shaheed-Minar-Denkmal
- Schah-Amanat-Brücke
- Swaran, Denkmal an Freiheitskämpfer
- Wali-Khan-Moschee
- Weltfriedenspagode

### Naherholung

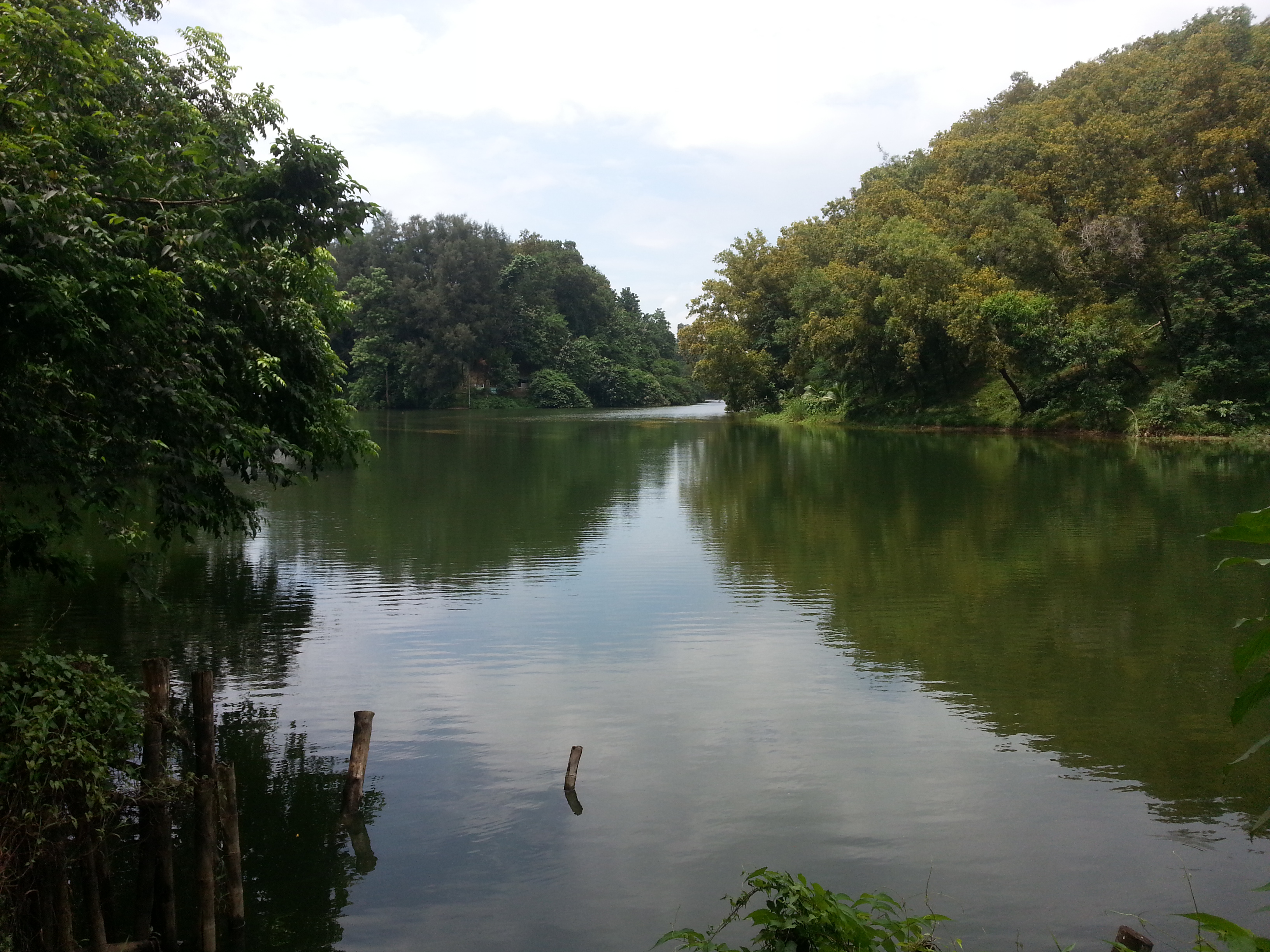
Foys See

In der Nähe der Mündung der Karnaphuli liegt der Patenga-Strand, ein Sandstrand, der als Touristenanziehungspunkt auch für seine spektakulären Sonnenuntergänge bekannt ist.
Im Nordosten des Stadtgebiets liegt Foys See, ein künstlicher See, in einem bewaldeten Hügelgebiet. Am Südende des Sees liegen ein Vergnügungspark und der Zoo Chittagong.

### Küche
Ein lokales Gericht ist „Mezban“, einem auf eine besondere Weise zubereiteten Curry mit Rindfleisch, das in Chittagong sehr beliebt ist. Ebenfalls populär ist getrockneter Fisch. In der Küche finden sich Einflüsse aus Arakan (Myanmar).

## Sport
In Chittagong befinden sich mit M. A. Aziz Stadium und Chittagong Divisional Stadium zwei Test-Cricket-Stadien. In der Stadt bestreitet die Bangladeschische Cricket-Nationalmannschaft regelmäßig Heimspiele gegen andere Nationalmannschaften. Im Chittagong Divisional Stadium fanden unter anderem Spiele beim Cricket World Cup 2011 und der ICC World Twenty20 2014 statt.

## Söhne und Töchter der Stadt
- Louis-Benoit Zamor (1762–1820), französischer Revolutionär
- Adolph Edwin Medlycott (1838–1918), Bischof und Apostolischer Vikar in Indien, Kirchenhistoriker
- Sarat Chandra Das (1849–1917), indischer Gelehrter der tibetischen Sprache und Kultur, Spion und Abenteurer, Sprachwissenschaftler und buddhistischer Gelehrter
- Muhammad Yunus (* 1940), Wirtschaftswissenschaftler und Friedensnobelpreisträger
- Bibi Russell (* um 1954), Unternehmerin und Ex-Model